# Армійська група «Крістіансен»
Армійська група «Крістіансен» (нім. Armeegruppe Christiansen) — армійська група, оперативне угруповання Вермахту, що короткочасно існувало на Західному фронті за часів Другої світової війни.

## Історія
Армійська група «Крістіансен» була утворена 11 листопада 1944 з військ Вермахту, що дислокувалися на території окупованих Німеччиною Нідерландів.

## Райони бойових дій
- Нідерланди (11 — 13 листопада 1944)

## Командування

### Командувачі
- генерал авіації Фрідріх Крістіансен (нім. Friedrich Christiansen) (11 — 13 листопада 1944).